# Рута 22
Рута 22 — 6,8-метровий автобус середнього класу українського виробництва, що випускається Часово-Ярським ремонтним заводом на шасі ГАЗ 33021 “Газель”, вперше був представлений в кінці 2008 року і прийшов на заміну моделі Рута 20. Від свого попередника автобус відрізняється збільшеною місткістю: 19 сидячих пасажирів і 3 стоячих. Технологія складання отримала важливий етап - панелі зовнішньої обшивки даху монтуються на клейове з'єднання.
Всього виготовили близько 1000 автобусів Рута 22.

## Модифікації
За час виробництва було виготовлено декілька модифікацій, що дещо відрізняються між собою:
- Рута 22 — міський автобус, пасажиромісткість (чол.): повна - 22, сидячих місць - 19;
- Рута 22 Нова (Рута 22 Next) — міський автобус довжиною 7,800 м на шасі ГАЗель-Next з бензиновим двигуном УМЗ-4216 2,89 л потужністю 106 к.с.;
- Рута 22 Інва — міський автобус довжиною 6,800 м призначений для перевезення інвалідів, пасажиромісткість (чол.): повна - 22, сидячих місць - 15+1 інвалідне;
- Рута 22 Турист Нова — міжміський автобус довжиною 7,800 м на шасі ГАЗель-Next з бензиновим двигуном УМЗ-4216 2,89 л потужністю 106 к.с.;
- Рута 22 ПЕ — переробка зі старих "Рут" (наприклад, з Рута 20) або з БАЗ-2215 "Дельфін";
- Рута 22А Нова — міський автобус довжиною 7,800 м на шасі ГАЗель-Next з дизельним двигуном Cummins ISF2.8s4129Р 2,781 л потужністю 120 к.с.;
- Рута 22А Турист Нова — міжміський автобус довжиною 7,800 м на шасі ГАЗель-Next з дизельним двигуном Cummins ISF2.8s4129Р 2,781 л потужністю 120 к.с.;
- Рута 22F — автобус на шасі Ford Transit 2Т з дизельним двигуном 2,2 л UYR6 Євро-6 потужністю 155 к.с.

## Конкуренти
- ХАЗ 3250
- Богдан А069
- БАЗ А079

## Зноски
1. ↑  История семейства моделей «РУТА» РУТА 22 и РУТА 25 [Архівовано 3 лютого 2014 у Wayback Machine.] 31.08.2011 (рос.)